# Finale della Coppa delle Coppe 1960-1961
La finale della 1ª edizione della Coppa delle Coppe UEFA fu l'unica ad essere disputata in gara d'andata e ritorno. La prima gara si disputò il 17 maggio 1961 all'Ibrox Stadium di Glasgow tra Rangers e Fiorentina. All'incontro hanno assistito circa 80 000 spettatori. La partita, arbitrata dall'austriaco Erich Steiner, finì 2-0 per i Viola.
La gara di ritorno si disputò dopo dieci giorni al Comunale di Firenze e fu arbitrata dall'ungherese Vilmos Hernádi. All'incontro assistettero circa 50 000 spettatori e il match terminò 2-1 per gli italiani.

## Il cammino verso la finale
La Fiorentina esordì ai quarti contro gli svizzeri del Lucerna, vincendo sia all'andata che al ritorno rispettivamente per 3-0 e 6-2. In semifinale gli jugoslavi della Dinamo Zagabria furono sconfitti con un risultato complessivo di 4-2.
I Rangers iniziarono il cammino europeo contro gli ungheresi del Ferencváros che furono regolati con un risultato complessivo di 5-4. Ai quarti di finale i Light Blues affrontarono i tedeschi occidentali del Borussia M'gladbach, vincendo in trasferta 3-0 e umiliandoli in casa 8-0. In semifinale gli scozzesi si aggiudicarono il derby contro gli inglesi del Wolverhampton, che furono battuti con un risultato totale di 3-1.

## Le partite
A Glasgow si affrontano la Fiorentina, finalista della Coppa Italia 1959-1960, e i vincitori della Scottish Cup dei Glasgow Rangers. Il match è subito entusiasmante e dopo nemmeno un quarto d'ora i Viola sono già in vantaggio con Luigi Milan. Al 18' Eric Caldow ha la possibilità di riaprire il match con calcio un rigore, che però viene abilmente respinto da Enrico Albertosi. Tutta la squadra lotta con coraggio e a pochi minuti dal termine ancora Milan va a segno, ipotecando così il successo finale e scatenando le ire dei tifosi scozzesi che si lasciano andare in atti di vandalismo.
A Firenze si gioca dunque la gara di ritorno tra le due compagini che avevano precedentemente chiuso i giochi sullo 0-2. Stavolta gli italiani però giocano a ritmi più bassi, ma nonostante ciò ancora una rete al dodicesimo minuto di Milan spiana la strada verso la vittoria ai Gigliati. Il pari di Alex Scott è solo un fuoco di paglia e Kurt Hamrin, capocannoniere del torneo, firma la rete del definitivo 2-1. Per la Fiorentina si tratta della prima vittoria in un trofeo europeo ed è anche il primo portato nella bacheca di un club italiano.

## Tabellini

### Andata
| Arbitro: | Erich Steiner |

|  |           |                |
|  | Marcatori | 12’, 88’ Milan |

| Rangers | Fiorentina |

|             |    |               |  |
|             |    |               |  |
| P           | 1  | Billy Ritchie |  |
| D           | 2  | Bobby Shearer |  |
| D           | 5  | Bill Paterson |  |
| D           | 4  | Harold Davis  |  |
| D           | 3  | Eric Caldow   |  |
| C           | 6  | Jim Baxter    |  |
| C           | 7  | Davie Wilson  |  |
| C           | 8  | Ian McMillan  |  |
| C           | 11 | Bobby Hume    |  |
| A           | 10 | Ralph Brand   |  |
| A           | 9  | Alex Scott    |  |
| Allenatore: |    |               |  |
| Scot Symon  |    |               |  |

|                  |    |                    |  |
|                  |    |                    |  |
| P                | 1  | Enrico Albertosi   |  |
| D                | 2  | Enzo Robotti       |  |
| D                | 4  | Piero Gonfiantini  |  |
| D                | 5  | Alberto Orzan      |  |
| D                | 3  | Sergio Castelletti |  |
| C                | 6  | Claudio Rimbaldo   |  |
| C                | 7  | Kurt Hamrin        |  |
| C                | 8  | Dante Micheli      |  |
| C                | 11 | Gianfranco Petris  |  |
| A                | 9  | Dino da Costa      |  |
| A                | 10 | Luigi Milan        |  |
| Allenatore:      |    |                    |  |
| Nándor Hidegkuti |    |                    |  |

### Ritorno
| Arbitro: | Vilmos Hernádi |

|                      |           |           |
| Milan 12’ Hamrin 86’ | Marcatori | 60’ Scott |

| Fiorentina | Rangers |

|                  |    |                    |  |
|                  |    |                    |  |
| P                | 1  | Enrico Albertosi   |  |
| D                | 2  | Vincenzo Robotti   |  |
| D                | 4  | Piero Gonfiantini  |  |
| D                | 5  | Alberto Orzan      |  |
| D                | 3  | Sergio Castelletti |  |
| C                | 6  | Claudio Rimbaldo   |  |
| C                | 7  | Kurt Hamrin        |  |
| C                | 8  | Dante Micheli      |  |
| C                | 11 | Gianfranco Petris  |  |
| A                | 9  | Dino da Costa      |  |
| A                | 10 | Luigi Milan        |  |
| Allenatore:      |    |                    |  |
| Nándor Hidegkuti |    |                    |  |

|             |    |               |  |
|             |    |               |  |
| P           | 1  | Billy Ritchie |  |
| D           | 2  | Bobby Shearer |  |
| D           | 5  | Bill Paterson |  |
| D           | 4  | Harold Davis  |  |
| D           | 3  | Eric Caldow   |  |
| C           | 6  | Jim Baxter    |  |
| C           | 7  | Alex Scott    |  |
| C           | 8  | Ian McMillan  |  |
| C           | 11 | Davie Wilson  |  |
| A           | 10 | Ralph Brand   |  |
| A           | 9  | Jimmy Millar  |  |
| Allenatore: |    |               |  |
| Scot Symon  |    |               |  |